# Fuerza Aérea Boliviana
La Fuerza Aérea Boliviana, spesso abbreviata in FAB e conosciuta internazionalmente con la denominazione in lingua inglese Bolivian Air Force, è l'attuale aeronautica militare della Bolivia e parte integrante delle forze armate boliviane.

## Storia
La storia del volo militare nel paese delle Ande iniziò nel lontano 1917, quando tre ufficiali dell'esercito vennero ammessi a frequentare la scuola d'aviazione di El Polomar in Argentina. Tuttavia per arrivare alla creazione di un organismo aeronautico militare vero e proprio bisogna aspettare la creazione del Cuerpo de Aviadores Militares Bolivianos nel 1924. Tale organismo verrà soppiantato dal Cuerpo de Aviación durante la Guerra del Chaco combattuta contro il Paraguay nel 1932. Ciò consente alla Bolivia di potersi considerare la prima nazione nell'America Latina ad impiegare aerei da combattimento in azioni reali. Ciononostante, il paese perde la guerra e con essa la stabilità politica-economica necessaria per il mantenimento di una seppur minima flotta di aerei militari.
Nel 1944 ancora un'altra trasformazione per il panorama aeronautico militare nazionale. Il Cuerpo de Aviación segna il passo alla moderna Fuerza Aérea Boliviana che ricalca nell'organizzazione la ben più blasonata e famosa USAAF.
Quest'affinità con la collega americana porta i piloti boliviani ai comandi dei più famosi aerei del paese a stelle e strisce quali il North American AT-6 Texan, aereo da addestramento armato, ed il bombardiere B-25J Mitchell a cui segue il Boeing B-17G Flying Fortress nel 1956 con il doppio ruolo di bombardiere/aereo da trasporto.
Circa quattro anni più tardi arrivano i caccia a pistoni P-51 Mustang ad elica seguiti da Fairchild PT-19 e Fokker S-11 prodotti in Brasile su licenza. Ciò prepara l'aeronautica all'ingresso dei primi aerei a reazione che si concretizzerà nel 1973 con l'acquisizione di quindici Canadair T-33 Mk.3 Silver Stars. Ma questo non appaga abbastanza la giovane forza aerea che nel 1980 vorrebbe acquistare significativi quantitativi di Dassault Mirage 5, SEPECAT Jaguar e IAI Kfir C2. Tali desideri sono però regolarmente funestati dalla situazione economica non felice del paese che interdisce diversi altri progetti di modernizzazione del vetusto parco macchine boliviano.

## Organizzazione
La Fuerza Aérea de Bolivia è presente sul territorio nazionale in virtù dei nove aeroporti che può contare sul territorio nazionale a La Paz, Cochabamba, Santa Cruz de la Sierra, Puerto Suárez, Tarija, Villamontes, Cobija, Riberalta, e Roboré.
I maggiori comandi sono i seguenti:
- Il Dipartimento generale comando sistemi a La Paz, dotato di sofisticati computer. Venne creato nel marzo del 1999 per sovraintendere alla modernizzazione della forza aerea.
- I tre gruppi aerei tattici (Grupos Aéreos Tácticos)
  - GAT 61 (Roboré),
  - GAT 62,
  - GAT 63 (Villamontes)
- Gruppo di sicurezza e difesa delle installazioni aeree (Grupo de Seguridad y Defensa de Instalaciones Aéreas—GSDIA)
  - GADA-91,
  - GADA-92,
  - GADA-93
- Quattro aerobrigate con tredici gruppi aerei subordinati
  - Prima aerobrigata (La Paz), formata con il gruppo aereo da caccia (Grupo Aéreo Cazador—GAC) 31, i gruppi trasporto aereo (Grupos Aéreos de Transporte) 71 e 72, e il Servizio Nazionale di aerofotogrammetria (Servicio Nacional de Aerofotogrametría—SNA).
  - Seconda aerobrigata (Cochabamba), costituita dai gruppi aerei coperti 41, 51 e 52, nonché dal gruppo ricerca e soccorso aereo 51 (Grupo Aéreo de Salvataje y Rescate 51—GASR-51) creato nel 1984 e preceduto da unità analoghe costituitesi nel 1960. Ad esso si affianca il gruppo di ricerca e soccorso aereo 52 (Grupo Aéreo de Salvataje y Rescate 51—GASR-51) dislocato a Cobija nel 1987.
  - Terza aerobrigata (Santa Cruz), basata sul gruppi aerei da caccia 32, 33 e 34 a cui si deve aggiungere il gruppo aerei d'addestramento (Grupos Aéreos de Entrenamiento—GAE) 21 e 22.
  - Quarta aerobrigata (Puerto Suárez), basata al confine del paese con il Brasile con compiti di controllo. Non si conosce la sua composizione esatta.

## Aeromobili in uso
Sezione aggiornata annualmente in base al World Air Force di Flightglobal del corrente anno. Tale dossier non contempla UAV, aerei da trasporto VIP ed eventuali incidenti accorsi durante l'anno della sua pubblicazione. Modifiche giornaliere o mensili che potrebbero portare a discordanze nel tipo di modelli in servizio e nel loro numero rispetto a WAF, vengono apportate in base a siti specializzati, periodici mensili e bimestrali. Tali modifiche vengono apportate onde rendere quanto più aggiornata la tabella.
| Aeromobile                                         | Origine                 | Tipo                                                       | Versione (denominazione locale) | In servizio (2024) | Note | Immagine |
| Aerei da combattimento                             |                         |                                                            |                                 |                    | |          |
| Hongdu K-8 Karakorum                               | Cina                    | aereo da attacco leggero aereo da addestramento intermedio | K-8VB                           | 4                  | 6 K-8VB consegnati a partire dal 2011. Uno dei sei esemplari in servizio è stato perso il 24 marzo 2021. Un ulteriore velivolo è stato perso il 27 gennaio 2023, portando a 4 il numero di aeromobili in servizio.                                                  |          |
| Aerei per impieghi speciali                        |                         |                                                            |                                 |                    | |          |
| Cessna 210 Centurion                               | Stati Uniti             | aerei da osservazione                                      | Cessna 210                      | 3                  | 3 consegnati a maggio 2018. |          |
| Beechcraft Baron 55                                | Stati Uniti             | aerei da osservazione                                      | Baron 55                        | 1                  | 1 consegnato a maggio 2018. |          |
| Piper PA-34 Seneca                                 | Stati Uniti             | aerei da osservazione                                      | PA-34                           | 1                  | 1 consegnato a maggio 2018. |          |
| Aerei da trasporto                                 |                         |                                                            |                                 |                    | |          |
| CASA C-212 Aviocar                                 | Spagna                  | aerei da trasporto                                         | C.212-100/200                   | 3                  | 3 consegnati e tutti operativi al gennaio 2017. |          |
| Xian MA60                                          | Cina                    | aerei da trasporto                                         | MA-60                           | 2                  | 2 consegnati, 2 operativi al gennaio 2017. |          |
| British Aerospace Jetstream                        | Regno Unito             | aerei da trasporto                                         | Jetstream Mk.31                 | 2                  | 2 consegnati e tutti operativi al gennaio 2017. |          |
| British Aerospace BAe 146                          | Regno Unito             | aerei da trasporto                                         | BAe 146-200                     | 1                  | 1 BAe 146-200 immesso in servizio il 14 luglio 2021. Non è stato specificato se il velivolo sia di nuova acquisizione o faccia parte dei 5 velivoli che la forza aerea ha in deposito e che portano i colori della società pubblica TAM (Transporte Aéreo Militar). |          |
| Lockheed C-130 Hercules                            | Stati Uniti             | aerei da trasporto                                         | C-130BC-130H                    | 21                 | Dei 15 consegnati, al gennaio 2017, risultavano essere operativi 3 esemplari. Secondo il WAF 2025 di Flightglobal, sarebbero 4 gli esemplari in organico. |          |
| McDonnell Douglas DC-10                            | Stati Uniti             | aerei da trasporto                                         | DC-10-10F /DC-10-30F            | 1/1                | Acquistato a fine 2007 |          |
| Learjet 25                                         | Stati Uniti             | aerei da trasporto VIP                                     | 25B25D                          | 2                  | |          |
| Beechcraft Super King Air                          | Stati Uniti             | aerei da trasporto VIP                                     | Super King Air 90/200/200C/350i | 5                  | 5 consegnati di varie versioni. |          |
| Beechcraft Baron                                   | Stati Uniti             | aerei da trasporto leggero                                 | Baron 55                        | 1                  | Dei 4 consegnati, al maggio 2020 ne risulta operativi uno, in quanto uno dei due ancora in servizio è precipitato agli inizi dello stesso mese. |          |
| Cessna 206 Stationair                              | Stati Uniti             | aerei da trasporto leggero                                 | TU206G                          | 4                  | 17 consegnati, 4 operativi al gennaio 2017. |          |
| Cessna 402 Utiliner                                | Stati Uniti             | aerei da trasporto leggero                                 | Cessna 402C                     | 1                  | 2 consegnati. |          |
| Dassault Falcon 900                                | Francia                 | aerei da trasporto leggero                                 | Falcon 900EX                    | 1                  | 1 consegnato ed operativo a gennaio 2017. |          |
| Aerei da addestramento                             |                         |                                                            |                                 |                    | |          |
| Diamond DA40                                       | Austria                 | aerei da addestramento basico                              | DA-40-180CS                     | 9                  | Dei 9 consegnati, al gennaio 2017, risultano essere tutti operativi. |          |
| Lockheed Martin Aircraft Argentina FMA T-34 Mentor | Stati Uniti             | aerei da addestramento basico                              | T-34A T-34B                     | 5                  | Dei 12 consegnati, a gennaio 2017, restano operativi 5 esemplari. |          |
| Team Tango TANGO XR                                | Stati Uniti             | aereo acrobatico                                           | TANGO XR                        | 6                  | 2 consegnati, al gennaio 2017, risulta in servizio un solo esemplare. |          |
| Lancair 320 Huayna                                 | Stati Uniti             | aerei da addestramento                                     | Lancair 320                     | 1                  | 1 consegnato ed operativo a gennaio 2017 |          |
| Zlín Z 242 Guru                                    | Rep. Ceca               | aerei da addestramento                                     | Z-242L                          | 8                  | 9 consegnati. |          |
| Pilatus PC-7 Turbo Trainer                         | Svizzera                | aerei da addestramento                                     | PC-7T                           | 2                  | 9 consegnati. |          |
| Elicotteri                                         |                         |                                                            |                                 |                    | |          |
| HAL Dhruv                                          | India                   | elicotteri leggeri                                         | Dhruv ALH                       | 2                  | 2 consegnati, al gennaio 2017, risultano essere tutti operativi. |          |
| Sud-Aviation SA 319 Alouette III                   | Francia                 | elicotteri leggeri                                         | SA 319B                         | 1                  | 2 consegnati ed ancora in servizio a gennaio 2017. |          |
| Helibras HB.315 Gavilán                            | Francia Brasile         | elicotteri leggeri                                         | HB.315                          | 1                  | 8 consegnati. |          |
| Eurocopter AS 350 Écureuil                         | Unione europea          | elicotteri leggeri                                         | AS350B3                         | 2                  | 2 consegnati ed in servizio a gennaio 2017. |          |
| Eurocopter EC 145                                  | Unione europea          | elicotteri leggeri                                         | EC145                           | 2                  | 4 H145 consegnati. |          |
| Eurocopter AS332 Super Puma                        | Unione europea          | elicottero da trasporto                                    | AS332B1AS332C1AS532AC           | 2                  | 6 ordinati nel 2013, consegnati tra il maggio del 2014 al giugno del 2017. All'aprile 2021 solo due esemplari sono in grado di volare, ma è in programma di rimettere in condizioni operative anche i restanti quattro elicotteri.                                  |          |
| Mil Mi-8 Hip                                       | Unione Sovietica Russia | elicotteri da trasporto tattico                            | Mi-8T Hip-CMi-17V5 Hip-H        | 42                 | 6 consegnati e tutti in servizio a gennaio 2017. |          |
| Bell UH-1 Huey                                     | Stati Uniti             | elicotteri da trasporto tattico                            | UH-1H                           | 11                 | 26 consegnati. 15 in servizio al marzo 2019, 11 dei quali saranno aggiornati allo standard Huey II. |          |
| Bell 212 Twin Huey                                 | Stati Uniti             | elicotteri da trasporto tattico                            | B 212                           | 14                 | Dei 16 consegnati, al gennaio 2017, ne restano in servizio 14. |          |
| Robinson R44                                       | Stati Uniti             | elicotteri da addestramento                                | R44                             | 5                  | 6 R44 ricevuti a partire dell'agosto 2011. |          |
| Robinson R66                                       | Stati Uniti             | elicotteri da addestramento                                | R66                             | 1                  | |          |

## Aeromobili ritirati
- Canadair AT-33A-N Mk.3 Silver Star - (?-2017)[17]
- Team Tango Foxtrot 4
- Neiva T-25 Universal
- Aerotec T-23 Uirapuru
- Beechcraft Bonanza
- Convair CV-440 - 6 esemplari (?-?)
- Convair CV-580 - 5 esemplari (?-?)
- North American F-86 Sabre
- North American P-51 Mustang
- North American B-25 Mitchell